# المدفعية السودانية
منظومة الصناعات الدفاعية هي منظومة جرى إنشاؤها في عام 1993 لتصنيع ذخائر جميع الأسلحة الخفيفة والمتوسط والثقيلة وذلك غير ما يشترى من الخارج من أسلحة ثقيلة ودبابات وراجمات حديثة ومضادات طيران، وتوطين صناعاتها في الداخل .
لقد حقق السودان الاكتفاء الذاتي في صناعة الأسلحة الخفيفة والصواريخ، ويعتبر السودان من الدول التي لها أسلحة صاروخية قوية ومضادات طيران.

## التصنيع الحربي
يمتلك السودان مصنعي الصافات 1 و2 واللذين يصنعان معظم احتياجات المدفعية اللوجستية التكتيكية المطلوبة لدعم الجيش السوداني والقوات المسلحة السودانية ، فعلى سبيل المثال يتم تصنيع:

كما يمتلك السودان راجمات صواريخ من نوع WS صينية الصنع ويمتلك منها النسخ WS3 ويقوم بتصيع ذخائر كل من WS1 WS3 محليا مع العلم ان القوات المسلحة السودانية تمتلك حق تصنيع الدبابات الروسيةT72 بأنواعها المختلفة ويتم ذلك بمساعدات فنية من الجانب الروسي